# Def Squad
Def Squad amerykańska grupa hip-hopowa z Nowego Jorku, składająca się z czterech raperów Redman, Keith Murray, Erick Sermon i byłego członka Mally G. Grupa współpracowała z takimi twórcami jak PMD, DJ Scratch, czy Dave Hollister oraz grupami, takimi jak Hit Squad, czy Wu-Tang Clan

## Dyskografia

### Albumy studyjne
| Informacje                                                                     |
| ------------------------------------------------------------------------------ |
| El Niño - Wydany: 30 czerwca 1998 - Status: Złoto - Single: "Full Cooperation" |